# Goliješnica
Goliješnica (en cyrillique : Голијешница) est un village de Bosnie-Herzégovine. Il est situé dans la municipalité de Žepče, dans le canton de Zenica-Doboj et dans la fédération de Bosnie-et-Herzégovine. Selon les premiers résultats du recensement bosnien de 2013, il compte 977 habitants.

## Géographie
Le village est situé au bord de la Goliješka rijeka.

## Démographie

### Évolution historique de la population dans la localité
| 1948 | 1953 | 1961 | 1971 | 1981 | 1991 | 2013 |
| ---- | ---- | ---- | ---- | ---- | ---- | ---- |
| -    | -    | 628  | 677  | 702  | 798  | 977  |

|  |

### Répartition de la population par nationalités (1991)
En 1991, les 798 habitants du village étaient tous croates.